# Okres Wysokie Mazowieckie
Okres Wysokie Mazowieckie (polsky Powiat wysokomazowiecki) je okres v polském Podleském vojvodství. Rozlohu má 1288,91 km² a v roce 2019 zde žilo 56 860 obyvatel. Sídlem správy okresu je město Wysokie Mazowieckie.

## Gminy
Městská:
- Wysokie Mazowieckie

Městsko-vesnické:
- Ciechanowiec
- Czyżew
- Szepietowo

Vesnické:
- Klukowo
- Kobylin-Borzymy
- Kulesze Kościelne
- Nowe Piekuty
- Sokoły
- Wysokie Mazowieckie

## Města
- Ciechanowiec
- Czyżew
- Szepietowo
- Wysokie Mazowieckie